# Мату-Кеймаду
Мату-Кеймаду (порт. Mato Queimado)  —  муниципалитет в Бразилии, входит в штат Риу-Гранди-ду-Сул. Составная часть мезорегиона Северо-запад штата Риу-Гранди-ду-Сул. Входит в экономико-статистический  микрорегион Серру-Ларгу. Занимает площадь 114,635 км². Население составляет 1 799 человека на 2010 год. Плотность населения — 15,69 чел./км².

## История
Название  муниципалитета восходит к легенде, в которой говорится, что много лет назад по региону прошёл циклон и повалил широкую полосу кустарника. Скваттеры безжалостно подожгли поваленную ветром бамбуковую рощу, устроив великую битву между двумя стихиями природы: бурей и огнём. Отсюда и произошло название Мату-Кеймаду.

## Статистика
- Валовой внутренний продукт на 2003 составляет 25.749.232,00 реалов (данные: Бразильский институт географии и статистики).
- Валовой внутренний продукт на душу населения на 2003 составляет 13.157,50 реалов (данные: Бразильский институт географии и статистики).

## География
Климат местности: субтропический гумидный.